# Skara (commune)
La commune de Skara est une commune suédoise du comté de Västra Götaland, peuplée d'environ 18 730 habitants (2020). Son chef-lieu se situe à Skara.

## Localités principales
- Ardala
- Axvall
- Eggby
- Skara
- Varnhem